# Bathytoma fissa
Bathytoma fissa é uma espécie de gastrópode da família Borsoniidae.